# Chaplin v hotelu
Chaplin v hotelu (v anglickém originále Mabel's Strange Predicament) je americká filmová groteska společnosti Keystone z roku 1914 s Mabel Normandovou a Charliem Chaplinem.

## Úvod
Ve filmu Chaplin v hotelu (Mabel‘s Strange Predicament; 1914) se poprvé na filmovém plátně objevuje Chaplin vedle tehdejší hvězdy společnosti a Sennettovy přítelkyně Mabel Normandové. Film byl natočen ve dnech 6. až 12. ledna 1914, a i když byl do kin uveden o dva dny později než film Chaplin v zábavním parku (Kid Auto Races at Venice; 1914), ve kterém se objevuje ve stejném kostýmu tuláka, představuje film Chaplin v hotelu tulákovo první vystoupení na filmovém plátně. Ve své autobiografii popisuje Chaplin zrod své slavné filmové postavy tuláka následovně:
| „                                                  | Neměl jsem ani ponětí, jak bych se měl namaskovat. Kostým reportéra, ve kterém jsem právě dohrál, se mi nezamlouval (pozn. ve filmu Chaplin si vydělává na živobytí). Cestou do šatny mi však napadlo, abych si vzal kalhoty jako pytel, veliké boty, hůlku a buřinku. Chtěl jsem, aby ten kostým byl samý protiklad: pytlovité kalhoty a těsný kabát, malá buřinka a ohromné boty. Nemohl jsem se rozhodnout, jestli mám vypadat mladě nebo staře, ale když jsem si uvědomil, že si mě Sennett představoval daleko staršího, přidal jsem malý knírek, který mi přidá na věku, jak jsem uvažoval, ale nebude mi bránit ve výrazu. Neměl jsem ani potuchy, jakého člověka vlastně budu představovat. Ale v okamžiku, kdy jsem se oblékl, kostým a maska mi vnukly jeho osobnost. Začal jsem se do něho vciťovat, a ve chvíli, když jsem vkročil před kameru, rozžil se mi samostatným životem. Tváří v tvář Sennettovi jsem se vtělil do své postavy, vykračoval jsem si před ním, pohupoval jsem hůlkou a všelijak jsem se producíroval. Gagy a komické nápady se mi v hlavě jen rojily. | “ |
| — Charlie Chaplin: Můj životopis, 1964, česky 1967 | |   |

Poprvé je rovněž Chaplinova postava ve filmu zobrazena jako opilec. Navázal tak na své dlouholeté působení v herecké skupině Freda Karna, kde se postavy opilců staly základem jeho úspěchu. V průběhu své filmové kariéry ztělesnil postavy opilců i v několika dalších filmech jako Chaplin opilcem (His Favorite Pastime; 1914), Chaplin novomanželem (The Rounders; 1914), Chaplin na námluvách (A Night Out; 1915), Chaplin v kabaretu (A Night in the Show; 1915) a další. Nejslavnějším "opileckým" filmem se stal sólový výstup ve filmu Chaplin se vrací z flámu (One A.M.; 1916) natočený v době působení u společnosti Mutual Film Corporation.

## Děj
V hotelové hale flirtuje podnapilý tulák (Chaplin) s několika ženami včetně Mabel (Normandová). Vzápětí si Mabel ve svém pokoji hraje se psem, kterému háže míček. V okamžiku, kdy se jde Mabel podívat na původ ruchu na chodbě, vylétne míček ven z pokoje. Mabel, oděná pouze v pyžamu, se pro míček vydá a zabouchne si dveře svého pokoje. V tu chvíli se scéně objevuje znovu opilý tulák a začne s Mabel opět flirtovat. Mabel, uvědomujíc si svou delikátní situaci, snaží se před opilcem utéci a proto se po menší honičce schová v protějším pokoji postarších manželů (Conklin a Davenportová). Aniž by o tom ovšem věděli. Vzápětí přichází Mabelin přítel (McCoy), a když se nemůže Mabel dovolat, vchází do protějšího pokoje, aby se zeptal, zda o ní něco neví. Zde objevuje pod postelí schovanou Mabel a začne postaršího muže podezírat z toho nejhorší. Do toho se vrací mužova manželka, která si byla stěžovat na hluk z vedlejšího pokoje. Nejprve vyhodí mladého muže a poté, co objeví pod postelí schovanou ženu, strhne se mezi manželi ostrá hádka, která se rychle přesune i na hotelovou chodbu a do pokoje Mabel a přeroste v ostrou potyčku, do které se zaplete i podnapilý tulák.

## Obsazení
| Charlie Chaplin    | tulák                |
| Mabel Normandová   | Mabel                |
| Chester Conklin    | manžel               |
| Alice Davenportová | jeho žena            |
| Harry McCoy        | přítel Mabel         |
| Hank Mann          | hotelový host        |
| Al St. John        | hotelový poslíček    |
| Billy Gilbert      | hotelový poslíček    |
| Henry Lehrman      | host v hotelové hale |

## Zajímavosti
- Ve Švédsku bylo tamějšími cenzory promítání filmu zakázáno kvůli údajnému nemorálnímu obsahu.[zdroj?]